# Bengt Steiner
Bengt Steiner, född 25 juni 1948 i Enskede, är en svensk kortfilmsregissör, elektriker och ljussättare.
Han regidebuterade 1997 med kortfilmen Som om ... tiden stått still, vilken nominerades till en Guldbagge i kategorin Bästa kortfilm 1998.

## Filmografi
Regi, manus, producent
- 1997 – Som om ... tiden stått still
- 2000 – Ikaros